# أي إن جروب
أي إن جروب ( الفرنسية: IN Groupe ) هي شركة فرنسية متخصصة في إنتاج الوثائق الآمنة مثل بطاقات الهوية وجوازات السفر، والتي تقوم بتصميمها وبيعها لمختلف الحكومات والشركات.
وهو استمرار لـ المطبعة الوطنية (أو المكتب الطباعة الوطني ) التابع للحكومة الفرنسية ، والتي يعود تاريخها إلى عهد المطابع الذين مُنحوا امتيازات ملكية خاصة خلال عصر النهضة الفرنسية . خُصخصت جزئيًا عام ١٩٩٣ م، وعملت باحتكارات حكومية أقل، وعُرضة أكبر للمنافسة، وحرية أكبر في اتخاذ قراراتها التجارية الخاصة، مع احتفاظ الحكومة الفرنسية بجميع أسهمها.

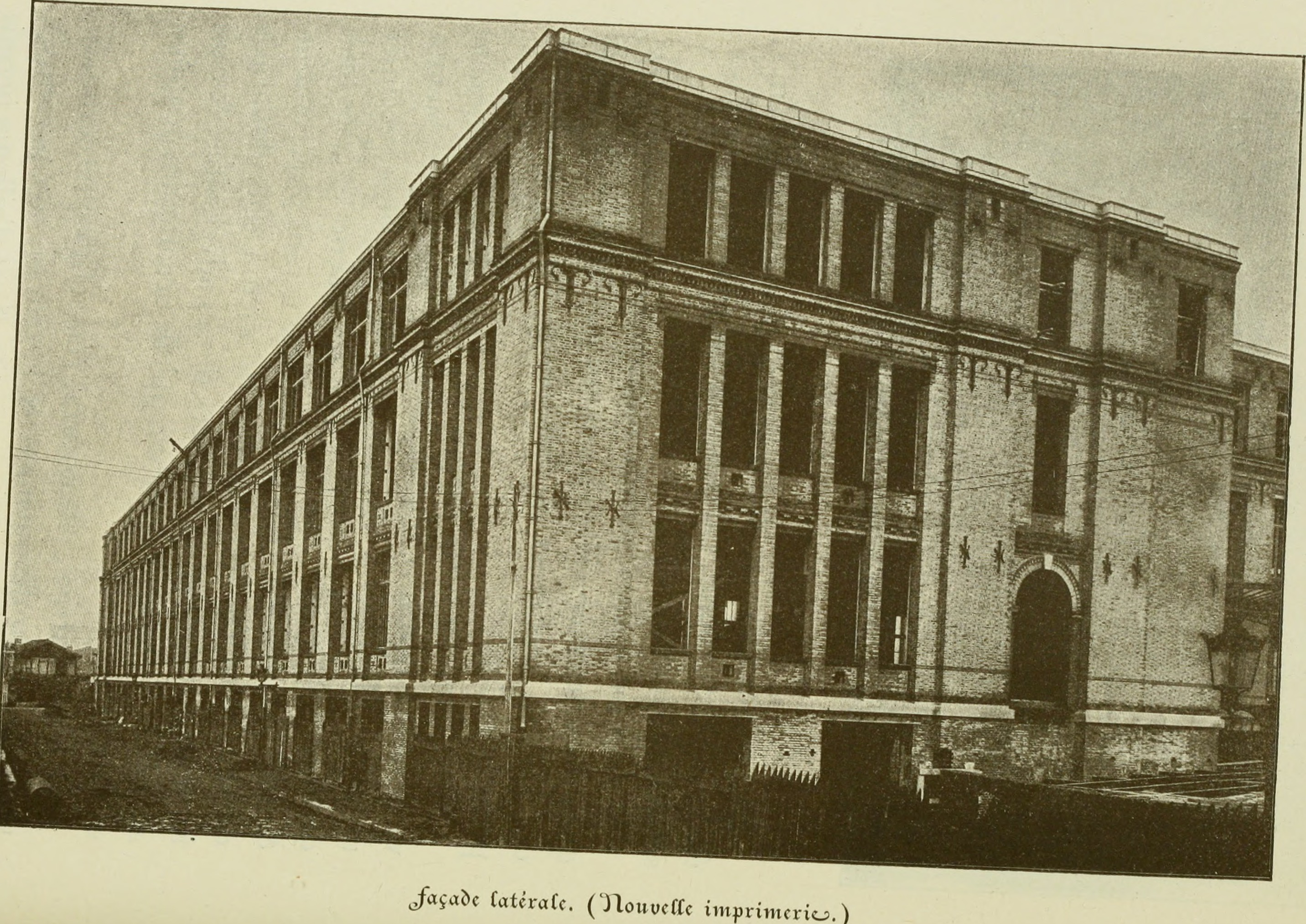
المبنى قيد الإنشاء في عام 1905

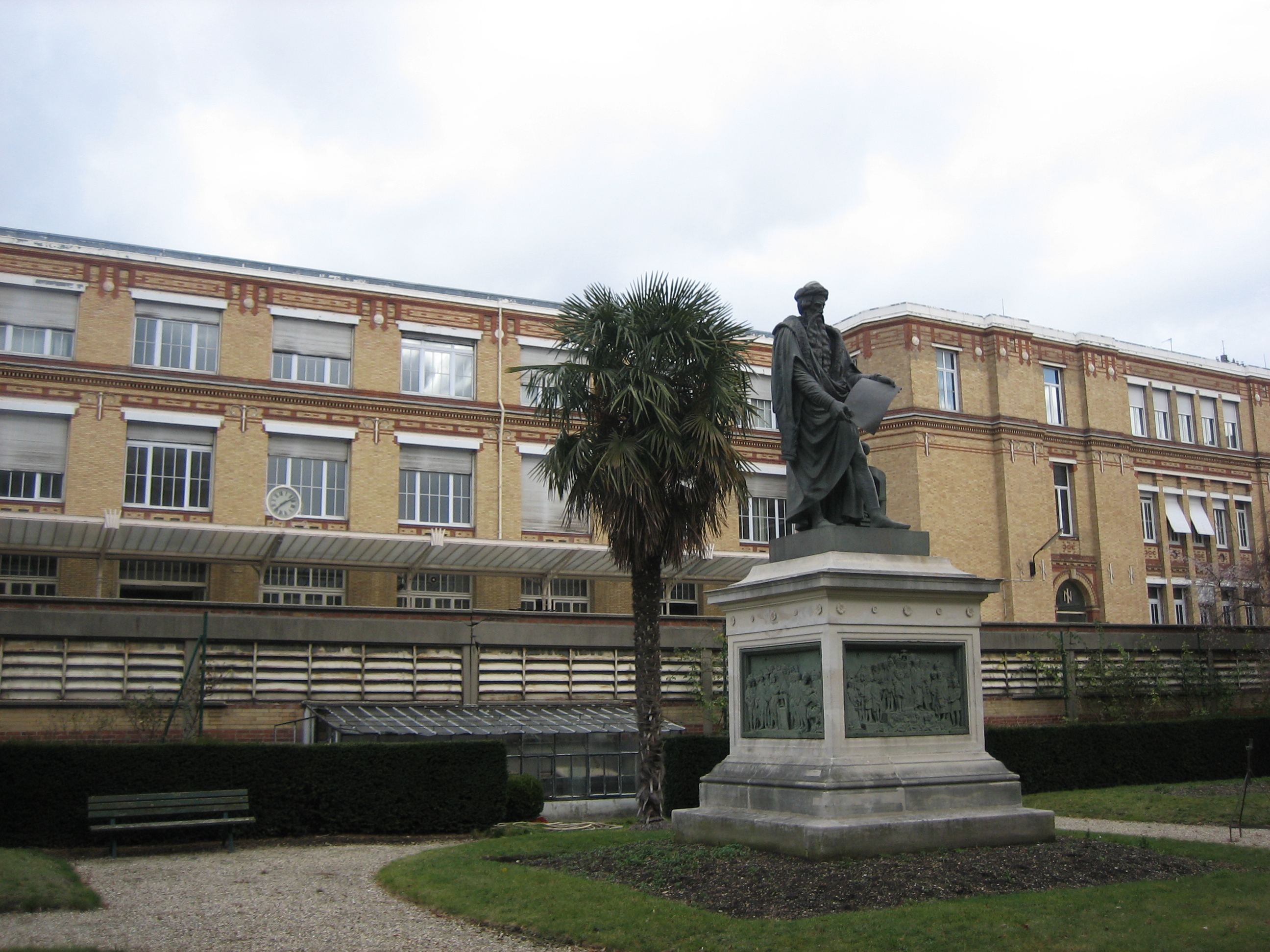
الموقع السابق للمطبعة الوطنية في
ريو دو لا كونفشين